# Elimaea longicercata
Elimaea longicercata är en insektsart som beskrevs av Brunner von Wattenwyl 1891. Elimaea longicercata ingår i släktet Elimaea och familjen vårtbitare. Inga underarter finns listade i Catalogue of Life.